# Fibrin

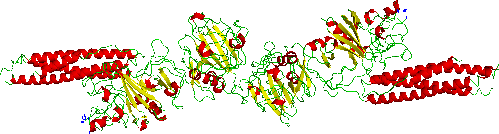
Fibrin

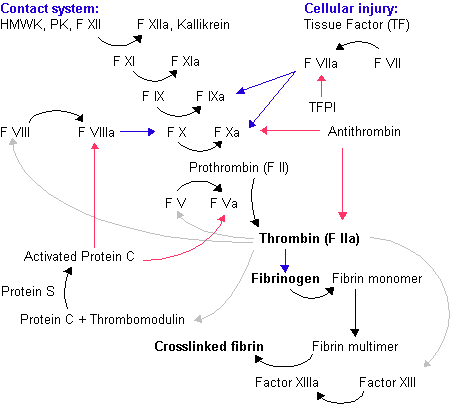
Koagulační faktory účastnící se srážení krve

Fibrin (někdy také faktor Ia) je vláknitý nerozpustný protein, který vzniká v závěrečné fázi srážení krve z fibrinogenu, a to účinkem trombinu.

## Vznik
Srážení krve je složitá kaskáda biochemických procesů, v nichž každý krok navodí další pokračování sledu reakcí. Na konci této kaskády je právě vznik fibrinu. Nejprve trombin odstříhá z fibrinogenu dva řetězce, označované jako fibrinopeptid a a fibrinopeptid b. Tím se radikálně změní vlastnosti fibrinogenu, dochází k jeho aktivaci a vzniku tzv. fibrinového monomeru. Tyto monomery jsou schopné se velmi snadno spojovat do rozpustných vláknitých polymerů. V dalším kroku jsou tyto řetězce převedeny pomocí fibrin stabilizujícího faktoru (faktor XIII) na nerozpustný fibrin, tedy konečný produkt, který je schopný záplatovat místo, kde např. došlo ke krvácení.

## Defibrinace
Defibrinace je mechanické odstranění fibrinu z krve. Ten se vyloučí v podobě vloček nebo nitek na míchadle, což zamezí vytvoření fibrinové sítě, která by byla základem  krevní sraženiny.

## Fibrinolýza
Fibrinolýza, neboli trombolýza je proces rozpadu sraženiny v organismu. Léčebně je používána  při mrtvici způsobené ucpáním mozkové cévy a závažné plicní embolii.